# El Casar (métro de Madrid)
Pour les articles homonymes, voir El Casar (homonymie).
El Casar est une station terminus de la ligne 3 et une station de la ligne 12 du métro de Madrid. Elle est située sous l'avenue del Casar, à Getafe, dans la communauté de Madrid.

## Situation sur le réseau

Plan du réseau.

Établie en souterrain, El Casar est une station de passage, terminus et de correspondance entre la ligne 3 et la ligne 12 du métro de Madrid, ainsi qu'une station de correspondance avec les Cercanías qui desservent la gare d'El Casar.
Elle se compose de deux sous-stations : 
- El Casar L3, qui constitue le terminus sud de la ligne 3. Elle se situe après Villaverde Alto en direction du terminus nord, Moncloa. Elle dispose des deux voies de la ligne encadrées par deux quais latéraux ;
- El Casar L12, qui constitue une station de passage de la ligne 12, qui suit un trajet circulaire. Elle se situe entre Los Espartales et Juan de la Cierva dans le sens horaire de circulation. Elle dispose des deux voies de la ligne encadrées par deux quais latéraux.

## Histoire
La station est inaugurée le 11 avril 2003, à l'occasion de la mise en service de la ligne 12. La station de la ligne 3 est mise en service le 21 avril 2025, offrant à la ligne 12 circulaire une nouvelle correspondance avec le reste du réseau.

## Services aux voyageurs

### Accès et accueil
L'accès à la station se fait par deux édicules, situés le long de l'avenue del Casar et le long de la rue de la Gitanilla. Les deux sont équipés d'ascenseurs.
La station est ouverte de 6 h à 1 h 30.

Accès de la station
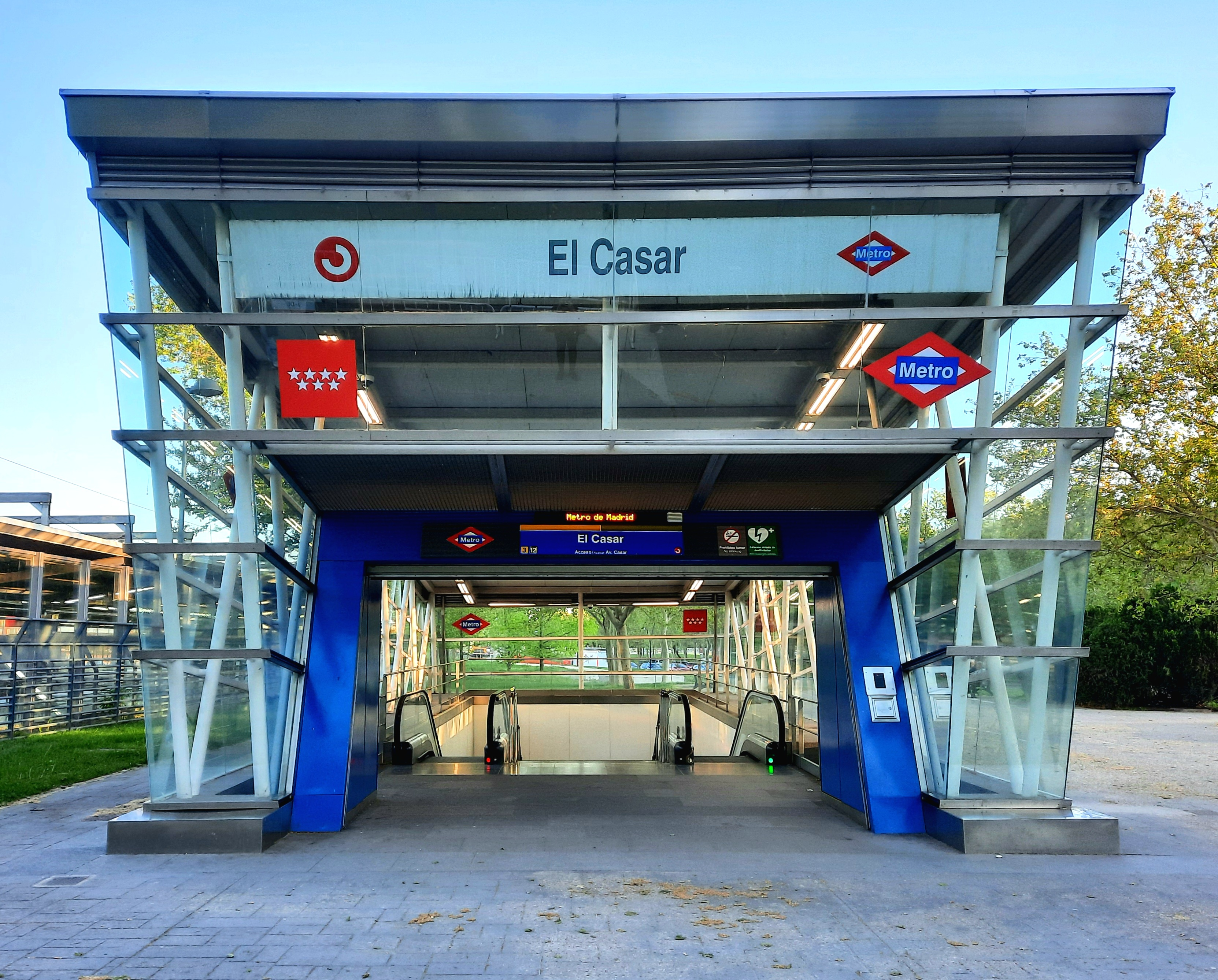
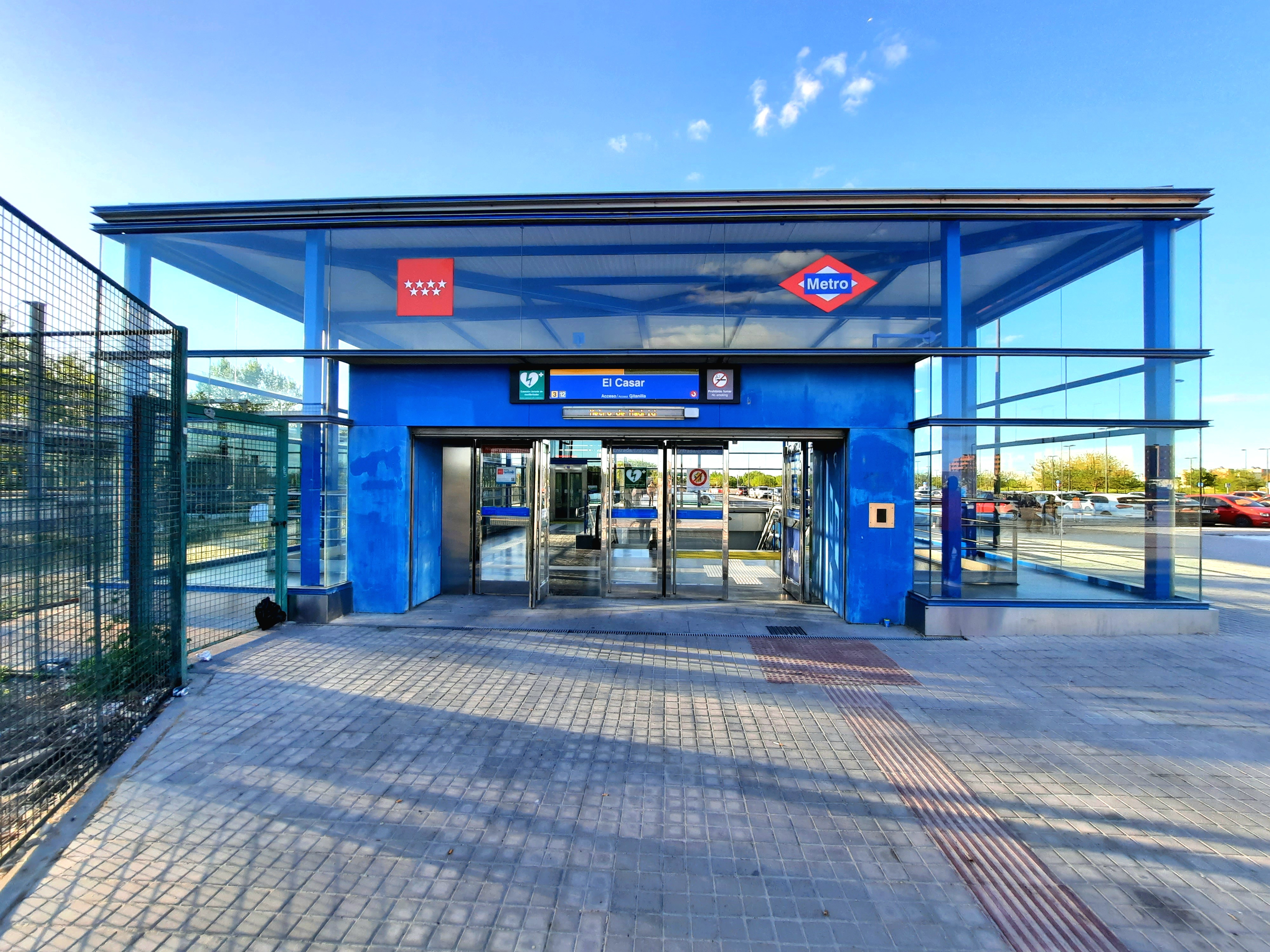

### Desserte
El Casar est desservie par les trains de la ligne 3 et de la ligne 12.

Liaison entre les lignes 3 et 12
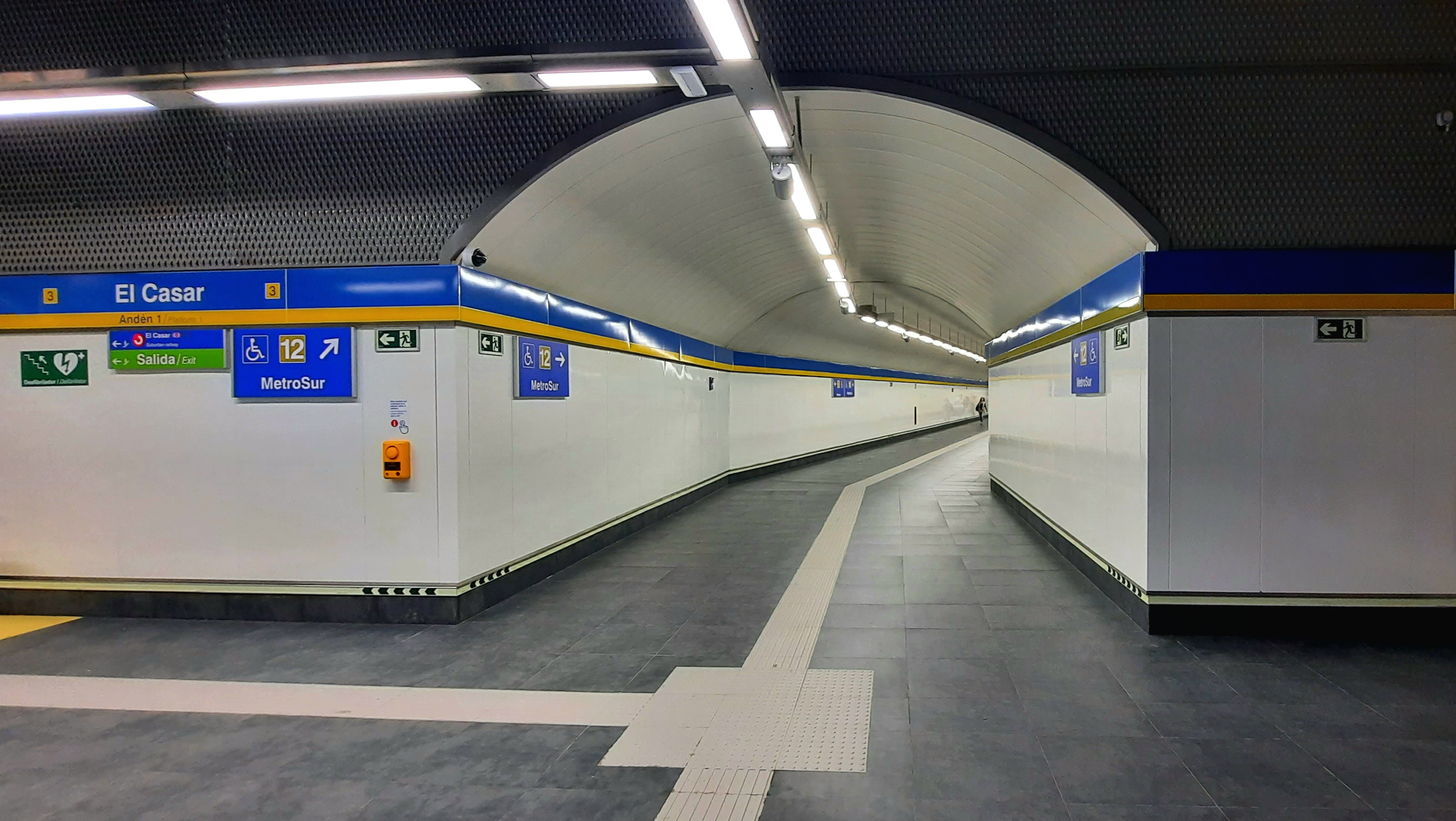
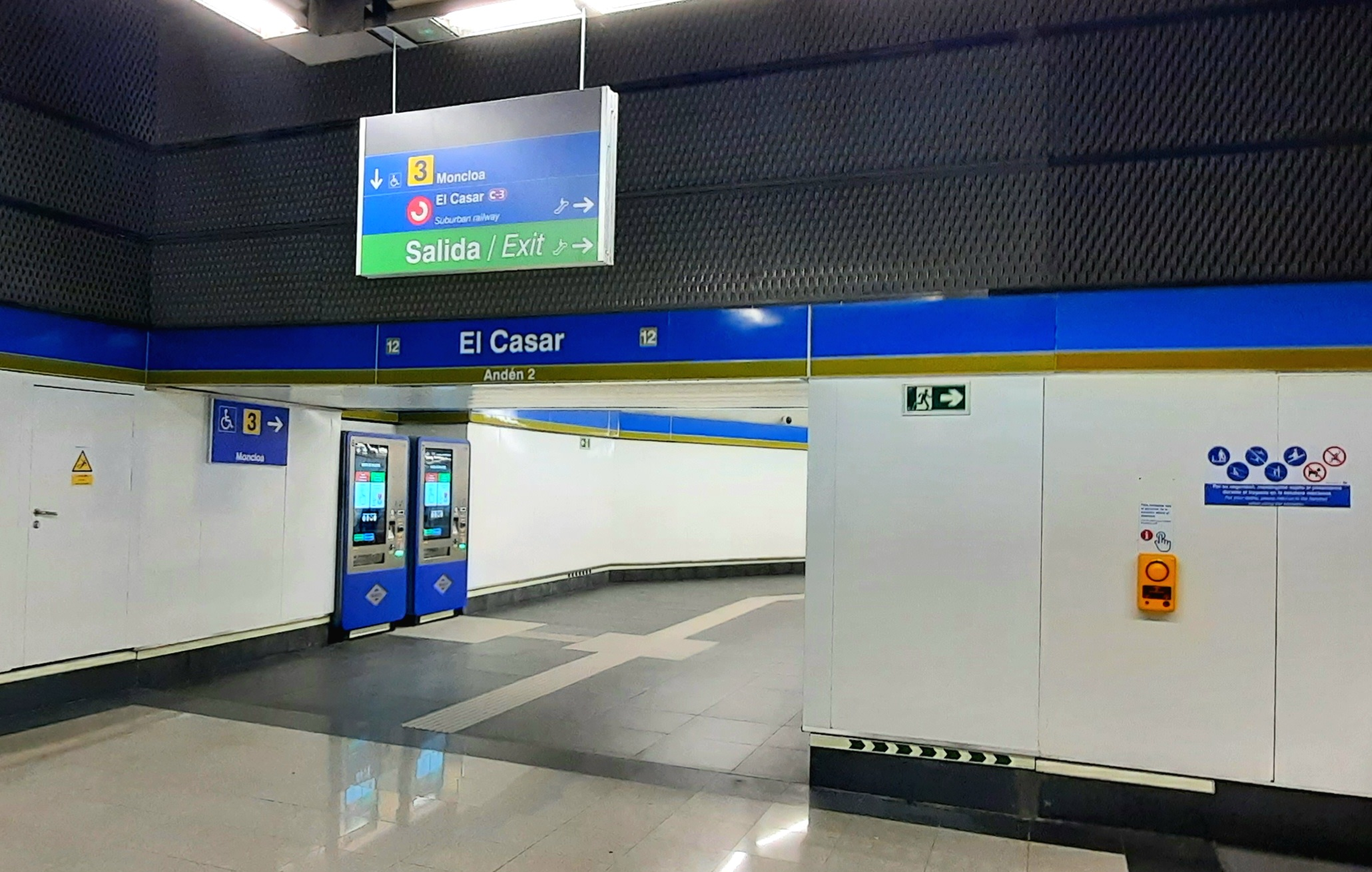

Sur la ligne 3, le premier départ en direction de Moncloa a lieu à 6 h 5 et le dernier départ a lieu à 1 h 33.

Quais de la ligne 3
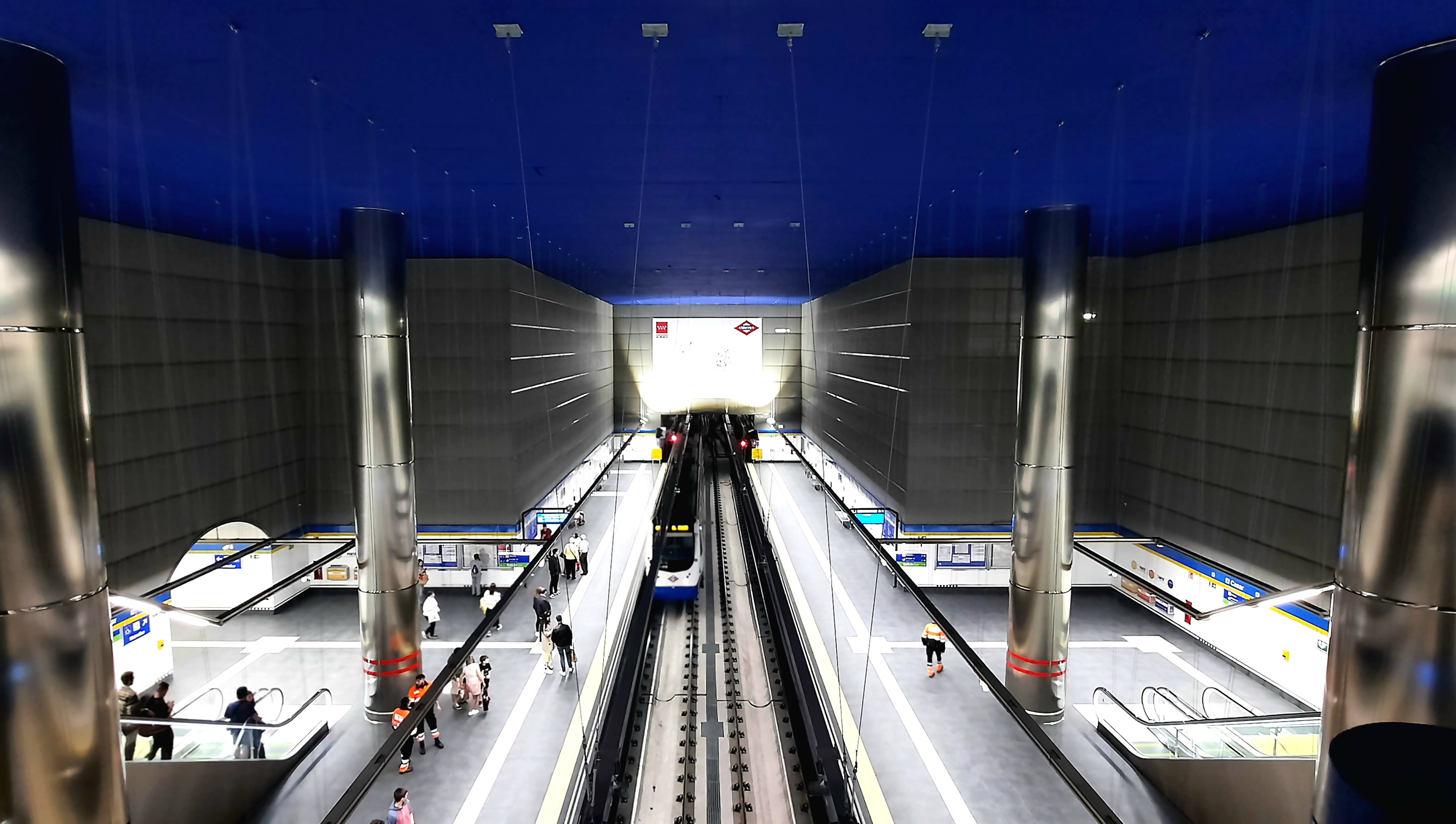
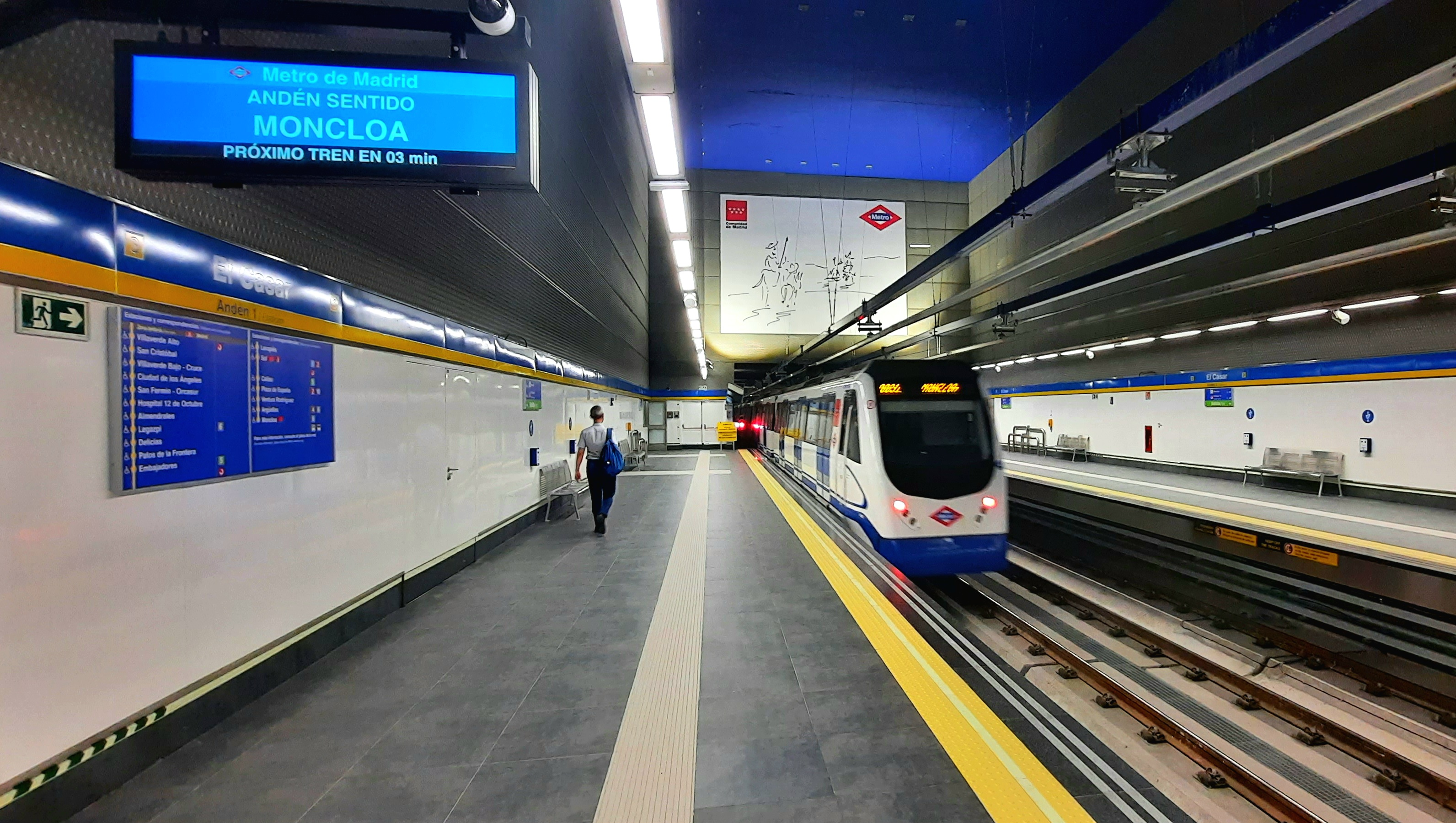

Sur la ligne 12, le premier train qui circule dans le sens horaire (au départ de Los Espartales) passe à El Casar à 6 h 6 et celui qui circule dans le sens anti-horaire (au départ de Getafe Central) passe à 6 h 9. Le dernier train qui fait son terminus à Puerta del Sur passe à 1 h 12 dans le sens horaire et à 1 h 54 dans le sens anti-horaire. Le dernier train passe à 2 h 12 dans le sens horaire et fait son terminus à la station,.

Quais de la ligne 12
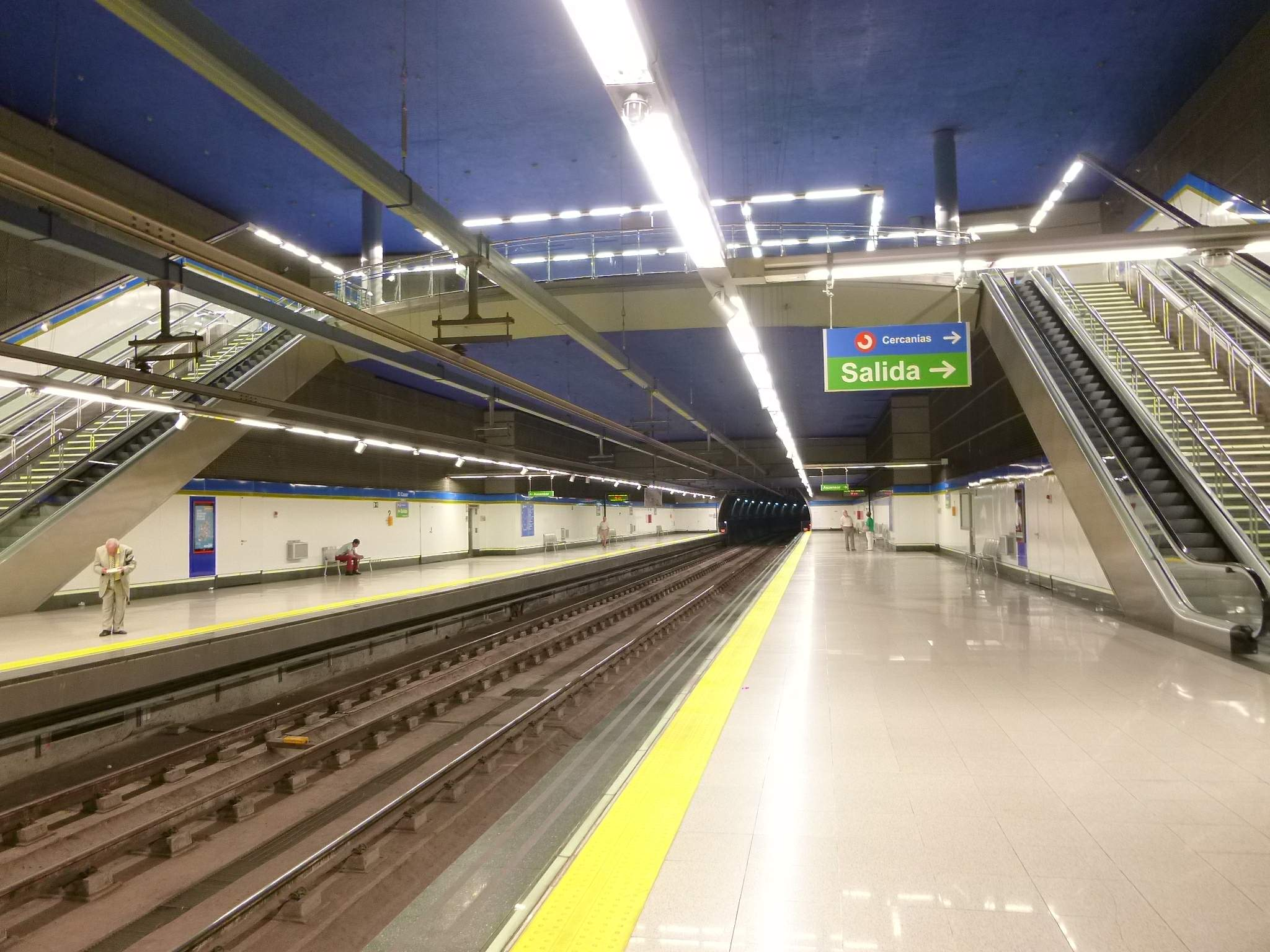
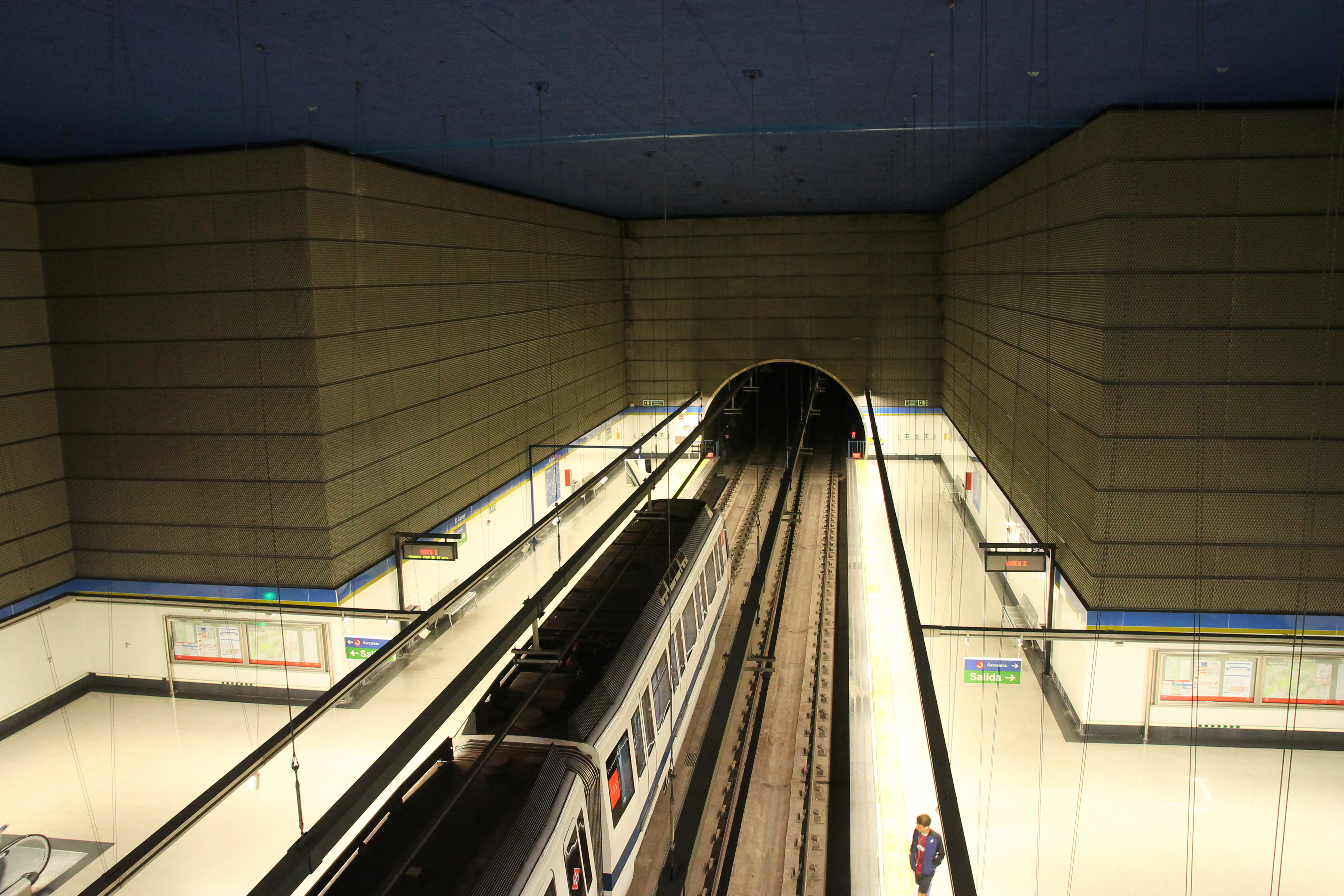
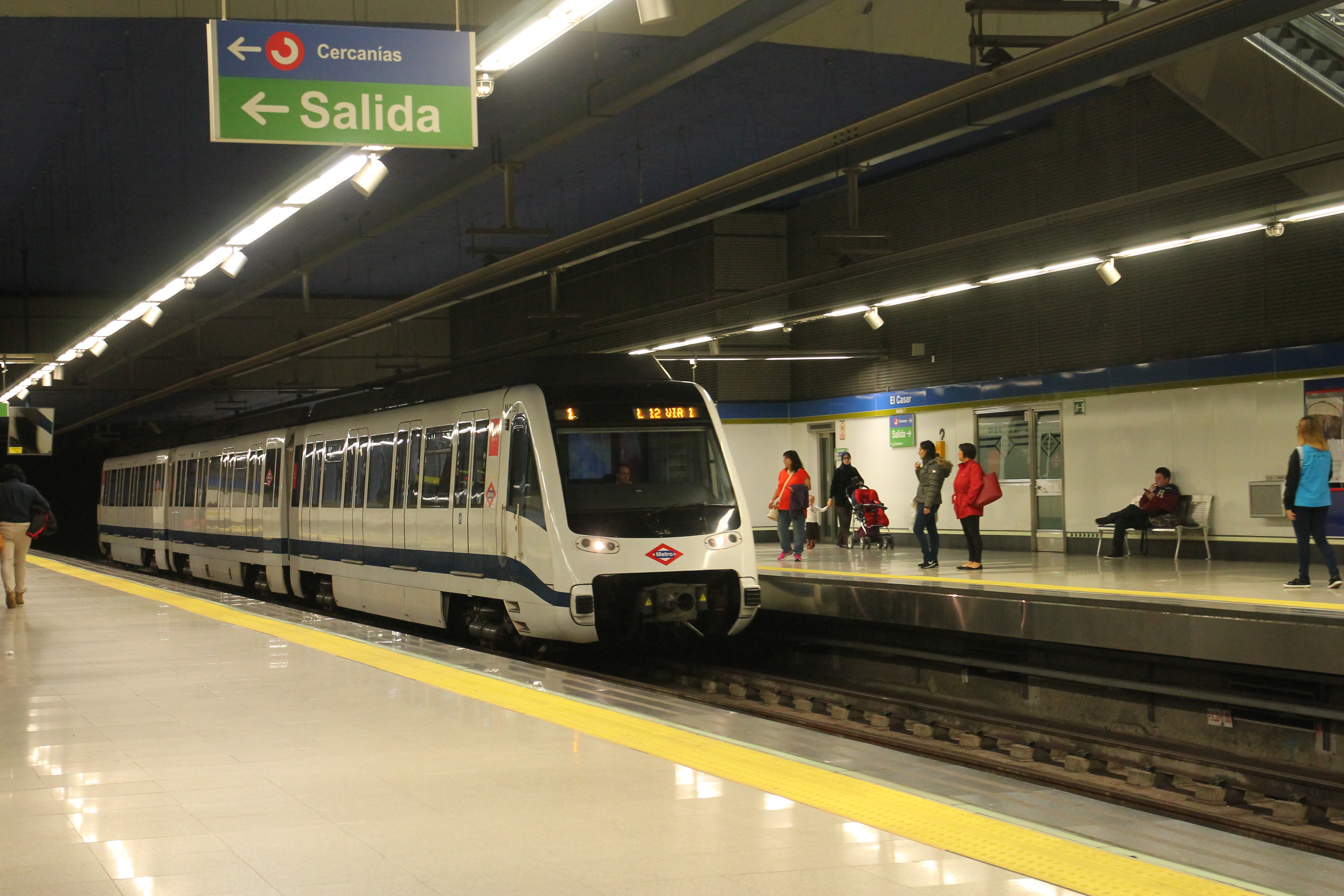

### Intermodalité
El Casar est en correspondance avec la ligne C-3 des Cercanías au niveau de la gare d'El Casar.

Gare d'El Casar
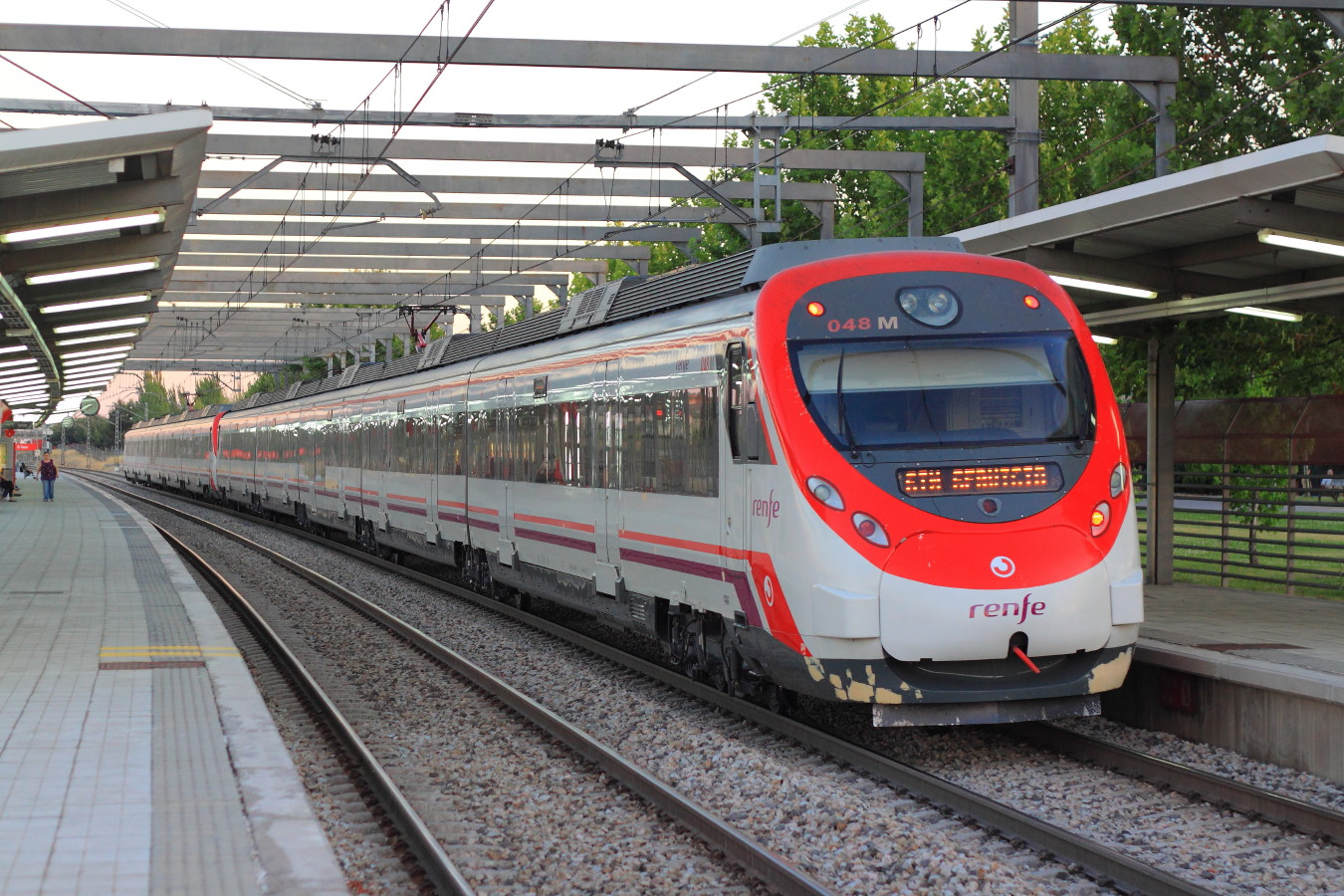
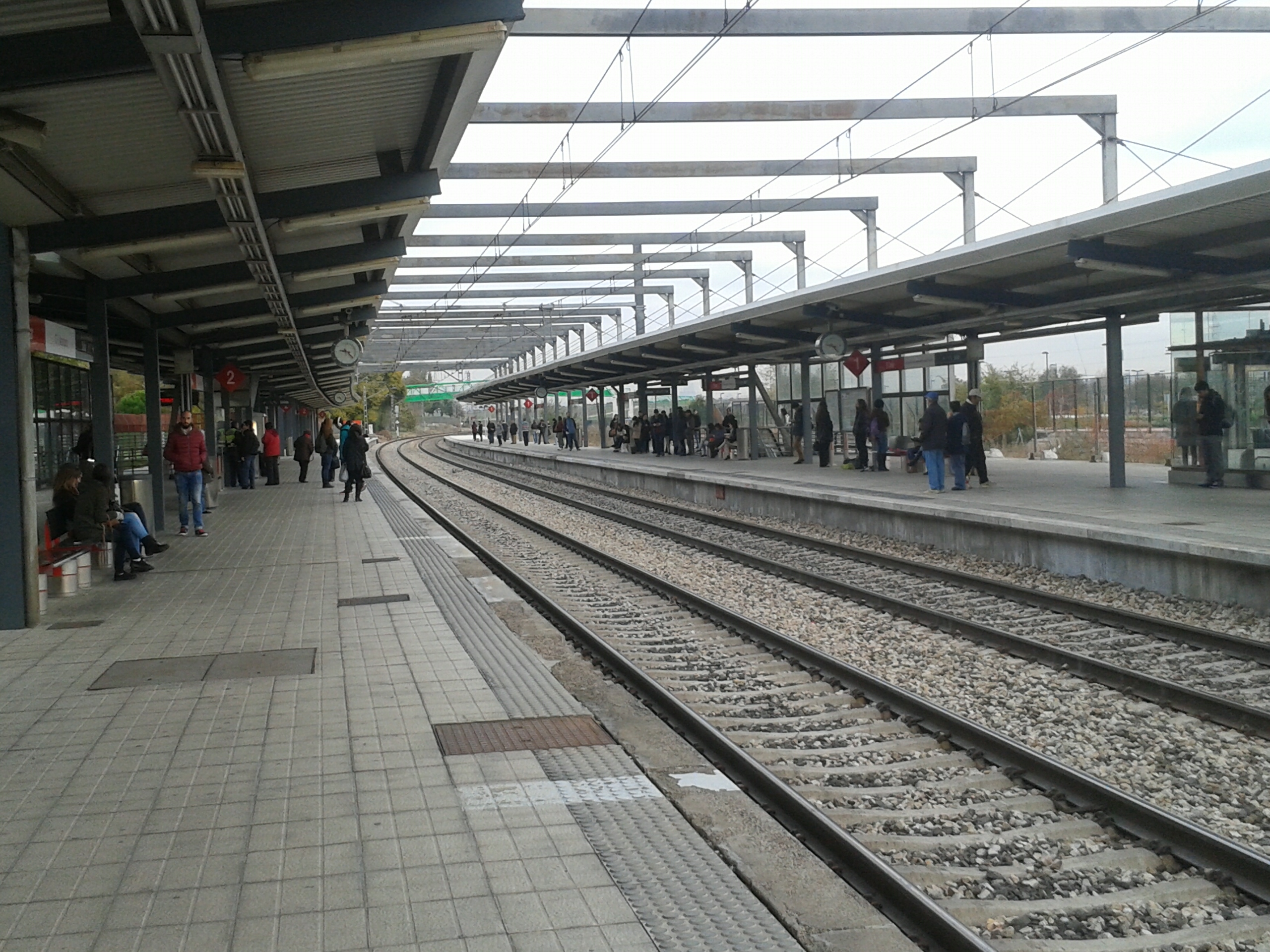